# Ixodes minor
Ixodes minor es una especie de garrapata del género Ixodes, familia Ixodidae. Fue descrita científicamente por Neumann en 1902.
Habita en Panamá y Guatemala.